# I-64 (sous-marin, 1929)
Pour les articles homonymes, voir I-64.
Le I-64 (イ-64) (plus tard renommé I-164) est un sous-marin japonais de la classe Kaidai (海大型) de la sous-classe Kaidai IV (海大4型（伊六十一型/伊百六十二型, Kaidai-yon-gata, classe I-61/I-162) construit pour la marine impériale japonaise.
Pendant la Seconde Guerre mondiale, il a soutenu l'invasion japonaise de la Malaisie et a effectué des patrouilles de guerre dans l'océan Indien avant d'être coulée en mai 1942 alors qu'il était déployé pour prendre part à la prochaine bataille de Midway. Juste après sa perte, et avant que les Japonais n'apprennent sa disparition, il a été renuméroté I-164.

## Contexte
Après la Première Guerre mondiale, la marine impériale japonaise a réévalué l'utilisation de la guerre sous-marine comme élément de stratégie de flotte en raison du déploiement réussi de croiseurs-sous-marins à long rayon d'action pour les raids commerciaux des principales marines de combat. Les stratèges japonais en sont venus à réaliser les possibilités d'utilisation de l'arme pour la reconnaissance à longue portée, et dans une guerre d'usure contre une flotte ennemie qui s'approchait du Japon. Deux grands sous-marins japonais à longue portée avaient déjà été construits dans le cadre du programme de la flotte des Huit-six en tant que prototypes (I-51 et I-52), mais l'arrivée le 20 juin 1919 de sept U-boote allemands reçus par le Japon en réparation de guerre à la fin de la Première Guerre mondiale a conduit à une refonte complète. Les Japonais ont rapidement embauché des centaines d'ingénieurs et de techniciens de sous-marins allemands et d'anciens officiers de sous-marins allemands au chômage à la suite de la défaite de l'Allemagne pendant la Première Guerre mondiale, et les ont fait venir au Japon dans le cadre de contrats de cinq ans. L'ONI (Office of Naval Intelligence) américain a estimé que quelque 800 conseillers allemands s'étaient rendus au Japon à la fin de 1920. Les Japonais ont également envoyé des délégations en Allemagne, et ont participé activement à l'achat de nombreux brevets.

## Description
Les sous-marins de la sous-classe KD4 ont été des sous-marins de croisière de conception japonaise produits en série. Ils sont plus petits que les précédentes sous-classes et ne possèdent que 4 tubes lance-torpilles à l'avant.
Ils ont un déplacement de 1 600 tonnes en surface et 2 337 tonnes en immersion. Les sous-marins mesuraient 97,7 mètres de long, avaient une largeur de 7,8 mètres et un tirant d'eau de 4,83 mètres. Les sous-marins permettaient une profondeur de plongée de 60 m et un possédaient un effectif de 58 officiers et membres d'équipage.
Rauschenbach a été retenu comme fabricant des moteurs diesel, dont les performances étaient légèrement inférieurs à celles des moteurs des précédentes sous-classes. Pour la navigation de surface, les sous-marins étaient propulsés par deux moteurs diesel de 3 000 cv (2 200 kW), chacun entraînant un arbre d'hélice. En immersion, chaque hélice était entraînée par un moteur électrique de 900 chevaux-vapeur (671 kW). Ils pouvaient atteindre 20 nœuds (37 km/h) en surface et 8,5 nœuds (15,7 km/h) sous l'eau. En surface, les KD4 avaient une autonomie de 10 000 milles nautiques (19 000 km) à 10 noeuds (19 km/h); en immersion, ils avaient une autonomie de 60 milles nautiques (170 km) à 3 noeuds (5,6 km/h).
Les sous-marins étaient armés de 6 tubes lance-torpilles internes de 53,3 cm, 4 à l'avant et 2 à l'arrière. Ils transportaient une recharge pour chaque tube , soit un total de 14 torpilles Type 89. Ils étaient également armés d'un canon de pont de 120 mm (4,7 in) pour le combat en surface et d'une mitrailleuse de 7,7 mm.

## Construction
Construit par l'Arsenal naval de Kure au Japon, le I-64 a été mis sur cale le 28 mars 1927. Il a été lancé le 5 octobre 1929 sous le nom de I-64. Il a été achevé et mis en service le 30 août 1930.

## Histoire de service

### Avant la Seconde Guerre mondiale
Dès sa mise en service, l'I-64 a été affecté au district naval de Sasebo. Le capitaine de corvette (海軍少佐 (Kaigun-shōsa)) Komazawa Katsumi prend le commandement du sous-marin.
Alors que la marine impériale japonaise commençait à se déployer en prévision du conflit imminent dans le Pacifique, le I-64 - qui, avec le I-62, constituait la 29e division de sous-marins, une partie du 5e escadron de sous-marins - quitta Sasebo, au Japon, le 26 novembre 1941, à destination de Palau avec le reste du 5e escadron de sous-marins, à savoir le I-62, les sous-marins de la 30e division de sous-marins et le navire amiral de l'escadron, le croiseur léger Yura. En cours de route, l'escadron entier a été dérouté vers Samah sur l'île de Hainan en Chine.

### La Seconde Guerre mondiale

#### Première patrouille de guerre
Le 5 décembre 1941, le I-64 quitta Samah pour commencer ce qui allait devenir sa première patrouille de guerre. Lorsque l'invasion japonaise de la Malaisie commença le 8 décembre 1941 - le premier jour de la guerre en Asie de l'Est - le 'I-64 se trouvait en mer de Chine méridionale au large de Trengganu, en Malaisie britannique, et faisait office de sous-marin le plus à l'est sur une ligne de patrouille avec les sous-marins I-57, I-58, I-62 et I-66. Réaffecté à l'unité de patrouille "B" le 26 décembre 1941, il a terminé sa patrouille en arrivant à la baie de Cam Ranh en Indochine française occupée par le Japon le 27 décembre 1942.

#### Seconde patrouille de guerre
En tant qu'unité du groupe de patrouille "B", le I-64 faisait partie des sous-marins chargés d'attaquer les navires alliés dans l'océan Indien à l'ouest du 106e méridien est, opérant depuis une nouvelle base à Penang, nouvellement capturée, dans la Malaisie britannique occupée par les Japonais. En conséquence, le 7 janvier 1942, le I-64 quitta la baie de Cam Ranh pour commencer sa deuxième patrouille de guerre. À 16h30, heure locale, le 22 janvier 1942, alors qu'il se trouvait dans l'océan Indien, à 550 milles nautiques (1 020 km) à l'ouest de Sibolga, à Sumatra, il tira deux torpilles sur le navire marchand néerlandais Van Overstraten, de la compagnie de transport maritime Koninklijke Paketvaart-Maatschappij d'une capacité de 4 482 tonneaux de jauge brute, qui faisait un voyage de Bombay, en Inde, à Oosthaven, à Sumatra. Après le passage d'une torpille devant le Van Overstraten et d'une autre sous sa quille, le I-64 a fait surface et a ouvert le feu sur le Van Overstraten avec son canon de pont. Le Van Overstraten s'est arrêté et son équipage survivant a abandonné le navire dans ses canots de sauvetage. Après avoir attendu que les canots s'éloignent à une distance sûre, le I-64 a touché le Van Overstraten avec une torpille peu avant le coucher du soleil, et le Van Overstraten a coulé par l'avant à la position géographique de 1° 40′ N, 90° 13′ E. Il y a eu 113 survivants.
A 05h47 GMT le 28 janvier 1942, le I-64 a fait surface dans le détroit de Palk au nord de Ceylan et a ouvert le feu avec son canon de pont sur le vapeur à aubes britannique Idar de 391 tonneaux de jauge brute, qui naviguait de Madras à Cochin, en Inde. Après qu'un obus ait touché le Idar, son équipage a abandonné le navire à 05h58 GMT à la position géographique de 10° 12′ N, 80° 13′ E. Le 29 janvier 1942, le I-64 torpille le vapeur américain de passagers et de fret Florence Luckenbach de 5 049 tonneaux de jauge brute, qui relie Madras à New York via Le Cap, en Afrique du Sud, et transportant 3 500 tonnes de marchandises diverses et 3 400 tonnes de minerai de manganèse, dans l'océan Indien, à 15 milles nautiques (28 km) au sud-est de Madras, à 10h05. Le coup de torpille a fait un grand trou dans la cale n°1 du Florence Luckenbach à bâbord. Dix minutes plus tard, tout l'équipage du Florence Luckenbach de 38 personnes a abandonné le navire dans son unique canot de sauvetage survivant. Le 'I-64 a attendu que le canot de sauvetage atteigne une distance de sécurité du Florence Luckenbach, puis l'a touché avec une deuxième torpille, et le Florence Luckenbach a coulé par l'avant à la position géographique de 12° 55′ N, 80° 33′ E.
Le 30 janvier 1942, à 22h33, le I-64 torpilla le vapeur marchand britannique-indien Jalatarang, d'une capacité de 2 498 tonneaux de jauge brute, dans le golfe du Bengale, au sud de Madras, alors qu'il faisait route de Cochin, en Inde, vers Rangoon, en Birmanie, avec 100 tonnes de marchandises diverses, ce qui le paralysa. Le I-64 a ensuite fait surface et a fini sa course au large du Jalatarang par des tirs d'armes à feu, le coulant à la position géographique de 12° 59′ N, 81° 00′ E. 38 membres de l'équipage du Jalatarang ont péri, et 11 ont finalement été sauvés. Le 31 janvier 1942, le 'I-64 se trouvait dans la baie du Bengale, à 50 milles nautiques (93 km) au sud de Madras, lorsqu'il torpilla le navire à vapeur britannique et indien Jalapalaka, d'une capacité de 4 215 tonneaux de jauge brute, qui naviguait sur lest de Bombay à Rangoon, à 13h00 GMT. Il a ensuite fait surface et a coulé le Jalapalaka sous les tirs de son canon à la position géographique de 13° 00′ N, 81° 08′ E. 13 membres de l'équipage du Jalapalaka sont morts, et 54 ont été sauvés par la suite. Le I-64 a terminé sa patrouille à son arrivée à Penang le 5 février 1942.

#### Troisième patrouille de guerre
Le 6 mars 1942, le I-64 partit de Penang pour commencer sa troisième patrouille de guerre, ciblant à nouveau les navires alliés dans l'océan Indien. Alors qu'il était en mer, la 29e division de sous-marins fut dissoute le 10 mars 1942 et il fut réaffecté à la 30e division de sous-marins dans le 5e escadron de sous-marins. Il se trouvait dans l'océan Indien au large de la Côte de Coromandel, à 150 milles nautiques (280 km) au nord-est de Madras, lorsqu'il a fait surface vers 12h10 GMT et a ouvert le feu avec son canon de pont sur le navire norvégien Mabella, un cargo à vapeur armé de 1 513 tonneaux de jauge brute, qui faisait un voyage sur lest de Colombo, Ceylan, à Calcutta, en Inde. Après avoir touché le Mabella à 12 reprises, tuant six membres de son équipage, l'équipage survivant du Mabella a abandonné le navire dans deux canots de sauvetage et un radeau. Après avoir attendu que les canots de sauvetage et le radeau atteignent une distance de sécurité du Mabella, le I-64 a ouvert le feu sur lui à nouveau avec son canon de pont, puis l'a touché avec une torpille, le faisant couler à la position géographique de 14° 00′ N, 81° 47′ E. Le 27 mars, le I-64 est retourné à Penang.

#### Perte
Le 2 avril 1942, le I-64 quitta Penang à destination de Sasebo, où il arriva le 12 avril 1942. Le 16 mai 1942, il quitta Sasebo à destination de Kwajalein, où il se déploya pour soutenir l'opération Mi, l'invasion de l'atoll de Midway prévue pour le début du mois de juin 1942.
Le 17 mai 1942, le sous-marin de la marine américaine USS Triton a aperçu le I-64 en surface dans l'océan Pacifique à 250 milles nautiques (460 km) au sud-sud-est du cap Ashizuri, à Shikoku, au Japon, à 18h03. À 18h17, le Triton a tiré la dernière torpille Mark 14 restante dans sa salle des torpilles avant sur le I-64 à une portée de 5 670 m. La torpille a frappé le I-64, l'explosion projetant une partie du sous-marin en l'air sur 30 m. Le I-64 a coulé par l'arrière en deux minutes à la position géographique de 29° 25′ N, 134° 09′ E. L'équipage du Triton a entendu une série de 42 explosions plus petites à partir de 18h27. A 18h45, le commandant du Triton a vu une trentaine de survivants s'accrocher à l'épave dans l'eau. Finalement, aucun d'entre eux n'a été secouru.
Inconsciente de la perte du I-64, la marine impériale japonaise a renuméroté le sous-marin en I-164 le 20 mai 1942. Le 25 mai 1942, elle a déclaré sa disparition présumée dans l'océan Pacifique au sud de Shikoku avec la perte des 81 hommes d'équipage.